# Đông Chu Huệ công
Đông Chu Huệ công (chữ Hán: 東周惠公) là vị quân chủ đầu tiên của nước Đông Chu thời Chiến Quốc trong lịch sử Trung Quốc. Ông là con thứ của Tây Chu Uy công Cơ Táo và là em của Tây Chu Huệ công Cơ Triêu.
Theo Sử Ký Tư Mã Thiên - Chu bản kỷ thì Đông Chu Huệ công tên thật là Cơ Căn, còn theo một số thư tịch khác thì tên ông là Cơ Ban. Năm 367 TCN Tây Chu Uy công qua đời, thế tử Cơ Triêu nối ngôi cha tức là Chu Huệ công. Cơ Căn không chịu, đã dấy binh tạo phản đánh vào cung vua nhưng lúc ấy người dân nước Chu đa phần theo Cơ Triêu nên không ủng hộ ông, Cơ Căn thua to dẫn tàn quân tháo chạy ra đất Củng - nay thuộc huyện Củng tỉnh Hà Nam. Tại đây ông được sự hậu thuẫn của hai nước chư hầu là Hàn và Triệu, cũng tự xưng là Chu Huệ công.
Chu Hiển Vương không biết cư xử thế nào với tình cảnh đó - bởi lúc đó quyền lực của thiên tử chỉ còn trên danh nghĩa - nên đành chấp nhận sắc phong cho Cơ Căn. Thế là nước Chu nhỏ bé bị phân làm 2 nửa, nửa của Cơ Triêu gọi là Tây Chu quân còn nửa của Cơ Căn gọi là Đông Chu quân.
Sau khi Đông Chu Huệ công qua đời, con là Đông Chu Chiêu Văn quân lên kế vị.